# Gerónimo E. Blanco
Gerónimo Eusebio Blanco (Caracas, Venezuela, 14 de agosto de 1819 - Ibídem, 4 de julio de 1887) fue un educador, médico y periodista venezolano. Fundó la primera revista médica de Venezuela, El Naturalista. Oficial mayor en la Secretaria de Estado en los despachos de Interior y Justicia en 1853. Es nombrado como secretario de la Universidad Central de Venezuela entre los años de 1875 y 1883. Fue el miembro fundador de la Academia Venezolana de la Lengua en 1883.

## Vida
Fue hijo de Ramón Blanco de la Plaza y de Mercedes Ribas Galindo quien a su vez fue la sobrina de José Félix Ribas. Desde su juventud se vio dedicado a la actividad docente como forma de mantener a su familia debido a la muerte de su padre en el año de 1843. En 1842, funda el primer colegio de La Guaira, la academia Libertador. En 1844 se gradúa como bachiller en filosofía y comienza a estudiar la carrera de medicina en la Universidad Central de Venezuela (UCV) donde se gradúa en noviembre de 1850. Funda dos colegios más en Caracas, La Concordia y Las Mercedes, ambos en el año de 1852 se fusionan para formar el colegio Vargas. Censor del Tribunal de la Facultad Médica de la República en 1853. Secretario de la Facultad Médica en 1857.
Dentro de su labor periodística, está el haber sido redactor de La Reconciliación en el año de 1858. Está al frente de dos periódicos más, ambos tuvieron una corta duración, El Gimnasio de la literatura en 1859 y luego de El Buen Sentido en 1862. Es colaborador del Vargasia y es la persona encargada de pronunciar el elogio fúnebre a la muerte de Juan Vicente González en 1866.
Enseña en las cátedras de Terapéutica y de Medicina Legal en la UCV durante los años de 1864 y de 1883. En 1865 es inspector de hospitales militares y como tal interviene en la elaboración del reglamento para los hospitales militares del Distrito Federal. Es nombrado como miembro del Congreso Oftalmológico de Bruselas gracias a un trabajo que realizó sobre la oftalmía en los recién nacidos. En 1876, es encargado para ir a Bogotá para discutir sobre los tratados limítrofes entre Venezuela y Colombia. Fue ministro Plenipotenciario ante la Corte del Brasil y en 1883 se jubila de la UCV.

## Obras
- Gramática castellana elemental para niños (1852). Decretado como libro de texto oficial.
- Arte métrico. (1853)
- Catecismo, religión sagrada. (1853)
- Resumen histórico de la lengua castellana. (1856)
- Taquigrafía castellana. (1868)
- Lecciones orales de medicina legal. (1879) Recopilatorio de sus clases de medicina legal.
- Ribas, el Aquiles de la Libertad.